# الکساندرا یوهانسدوتیر
الکساندرا یوهانسدوتیر (انگلیسی: Alexandra Jóhannsdóttir؛ زادهٔ ۱۹ مارس ۲۰۰۰) بازیکن فوتبال اهل ایسلند است.
وی همچنین در تیم‌های ملی فوتبال زنان ایسلند، و زنان ایسلند، و زنان ایسلند، بازی کرده‌است.